# براتوفشچینا
براتوفشچینا (انگلیسی: Bratovshchina) یک شهرک در شهرستان کالتاسینسکی استان باشقیرستان کشور روسیه است.